# Turbat
Turbat (Urdu: تربت ) é uma cidade do Paquistão localizada no sudoeste da província de Baluchistão.
Turbat está situada na margem esquerda do rio Kech, afluente do rio Dasht.
Turbat possui um aeroporto doméstico, com vôos diretos para Gwadar e Karachi. A rede de estradas liga a cidade com Panjgur e Kalat a nororeste, e Pasni a sudeste.